# Erica irrorata
Erica irrorata är en ljungväxtart som beskrevs av Guthrie och Bolus. Erica irrorata ingår i släktet klockljungssläktet, och familjen ljungväxter. Inga underarter finns listade i Catalogue of Life.